# Wilhelm Wühr
Wilhelm Wühr (* 17. Juni 1905 in Nürnberg; † 14. Juni 1950 in Freising) war ein deutscher Historiker.

## Leben
Nach der Promotion zum Dr. phil. 1928 bei Heinrich Günter in München legte er 1933 den Vorsitz der Katholischen Jugend, um die Papstgeschichte Ludwig Pastors zu vollenden, nieder. Nach der Habilitation 1935 an der Julius-Maximilians-Universität Würzburg war er von 1945 bis 1950 außerordentlicher Professor für allgemeine Geschichte und Kulturgeschichte an der PTH Freising.

## Schriften (Auswahl)
- Aufklärung und Romantik im Spiegel eines bayerischen Verlags. Zum 100. Todestag von Johann Esaias von Seidel. Sulzbach 1927, OCLC 162906934.
- Die Emigranten der Französischen Revolution im bayerischen und fränkischen Kreis. Mit einem Verzeichnis aller im Gebiet des rechtsrheinischen Bayerns festgestellten Emigranten. München 1938, OCLC 459158746.
- Wesen und Werte der Erziehung. München 1949, OCLC 250577925.
- Das abendländische Bildungswesen im Mittelalter. München 1950, OCLC 230730376.